# Kapten Anka
Kapten Anka (engelska: Sea Salts) är en amerikansk animerad kortfilm med Kalle Anka från 1949.

## Handling
Kapten Kalle Anka och skalbaggen Mac är de enda överlevarna efter ett skeppsbrott. Mac misstänker att Kalle inte kommer att dela med sig av den mat som finns, och under tiden som de är skeppsbrutna kommer de inte så bra överens.

## Om filmen
Filmen hade svensk premiär den 5 december 1949 på Sture-Teatern och ingick i kortfilmsprogrammet Kalle Anka och tre små grisar tillsammans med sex kortfilmer till; Pluto som flyglärare, Familjens olycksfågel (ej Disney), Vågryttaren - en film om surfing och undervattensfiske (ej Disney), Jan Långbens lockbete, Kalle Anka och ekorrarna och Tre små grisar.
Filmen finns dubbad till svenska.

## Rollista
- Clarence Nash – Kalle Anka
- Dink Trout – Mac[6]